# Valeria (série de televisão)
Valeria é uma série de comédia dramática espanhola desenvolvida por María López Castaño para a Netflix baseada no livro En los zapatos de Valeria de Elísabet Benavent protagonizada por Diana Gómez, Paula Malia, Silma López e Teresa Riott, entre outros, é produzida pela Plano a Plano e estreou em 8 de maio de 2020. Antes do lançamento de sua primeira temporada, a segunda temporada foi lançada em 13 de agosto de 2021.

## Sinopse
A série narra as peripecias de uma escritora chamada Valeria, que, vendo seu casamento em crise, decide reforçar seus laços de amizade com suas parceiras Carmen, Lola e Nerea.

## Elenco

### Elenco Principal
- Diana Gómez como Valeria Férriz Henares
  - Sofía Valdés como Valeria criança
- Silma López como Lola
- Paula Malia como Carmen
- Teresa Riott como Nerea Bernal
- Maxi Iglesias como Víctor Andradas
- Ibrahim Ao Shami como Adrián J. Moreno
- Juanlu González como Borja

### Elenco Secundário
- Melisa Fernández como Parceira de Carmen
- Aitor Lua como Sergio
- Ruth Llopis como Rebeca Férriz Henares
  - Noah Redondo como Rebeca criança
- Mero González como Zaida
- Julia Molins como Cris
- Fernando González como Juan
- Máximo Pastor como Dani
- Lluís Villanueva como Pai de Lola
- Godeliv Van den Brandt como Alicia
- Eva Martín como Chus
- Esperanza Guardado como Lidia
- Mona Martínez como Chefe de Carmen
- Laura Corbacho como Miriam
- Dominga Bofill como Noe
- María Morais como Virginia
- Cris Iglesias como Glória
- Nani Jiménez como Virginia
- Nicolás Coroado como Carlos

#### Elenco Convidado
- Inma Sancho como Mãe da Valeria
- Juan Caballero como Parceiro de Carmen
- Monika Kowalska como Inquilina da Lola
- Ana Labordeta como Mãe de Nerea
- Javier Lago como Pai da Nerea
- Paco Manzanedo como Jorge Rubio

## Capítulos
| Temporada | Temporada | Capítulos | Exibição Original    | Exibição Original    |
| Temporada | Temporada | Capítulos | Estreia de temporada | Final de temporada   |
| --------- | --------- | --------- | -------------------- | -------------------- |
|           | 1ª        | 8         | 8 de maio de 2020    | 8 de maio de 2020    |
|           | 2ª        | 8         | 13 de agosto de 2021 | 13 de agosto de 2021 |

### Primeira Temporada
| Nº na série | Nº na temporada | Título              | Direção       | Roteiro                                     | Lançamento        |
| ----------- | --------------- | ------------------- | ------------- | ------------------------------------------- | ----------------- |
| 1           | 1               | Impostora           | Inma Torrente | María López Castaño                         | 8 de maio de 2020 |
| 2           | 2               | Sinais              | Inma Torrente | Aurora Gracia Tortosa                       | 8 de maio de 2020 |
| 3           | 3               | Alasca              | Inma Torrente | Almudena Ocaña                              | 8 de maio de 2020 |
| 4           | 4               | Como conseguir sexo | Nely Reguera  | Aurora Gracia Tortosa                       | 8 de maio de 2020 |
| 5           | 5               | Sr. Champi          | Nely Reguera  | Fernanda Eguiarte                           | 8 de maio de 2020 |
| 6           | 6               | Sexo no ar          | Nely Reguera  | Almudena Ocaña                              | 8 de maio de 2020 |
| 7           | 7               | O pacote            | Inma Torrente | Aurora Gracia Tortosa                       | 8 de maio de 2020 |
| 8           | 8               | E agora?            | Inma Torrente | Aurora Gracia Tortosa e María López Castaño | 8 de maio de 2020 |

### Segunda Temporada
| Nº na série | Nº na temporada | Título | Direção | Roteiro | Lançamento |
| ----------- | --------------- | ------ | ------- | ------- | ---------- |

## Produção
Em fevereiro de 2019  a Netflix anunciou a filmagem de uma nova série, que adapta a saga de livros "Nos sapatos de Valeria", criada por Elísabet Benavent. Em julho do mesmo ano anunciou-se o elenco principal da série: Diana Gómez como a protagonista principal Valeria, que conta com três grandes amigas: Lola (Silma López), Carmen (Paula Malia) e Nerea (Teresa Riott). Ibrahim Al Shami interpreta Adrián, o marido de Valeria, e Benjamín Alfonso o misterioso Víctor. Em outubro do 2019, depois de vários meses de filmagem, foi anunciado que Maxi Iglesias substituiria Benjamín Alfonso no papel de Víctor.